# ML430
„ML430” – australijski ścigacz typu Fairmile B służący w Royal Australian Navy (RAN) w okresie II wojny światowej. Zatonął w nocy 13 sierpnia 1943.

## Historia
Ścigacz artyleryjski „ML430” był prefabrykowany w Wielkiej Brytanii i przetransportowany do Australii w częściach gdzie został złożony w Sydney w Green Point Naval Boatyard. Okręt został wodowany 18 marca 1943 i wszedł do służby 6 maja, jego dowódcą był lieutenant Arthur A. Wordsworth (RANVR).
Według oficjalnej historii RAN-u, późnym wieczorem 13 sierpnia 1943, „ML430” wraz z „ML819” patrolowały wody na północ od Biaku (Indonezja). Około godziny 20.10 z pokładu „ML819” zauważono najpierw światła, a później nierozpoznany statek lub okręt, najprawdopodobniej należący do nieprzyjaciela. Około 20.50 z „ML819” wysłano sygnał do „ML430” z prośbą o przyłączenie się i wspólny atak na nieprzyjaciela, w tym czasie widoczność uległa pogorszeniu i nie udało się nawiązać kontaktu z drugim okrętem. „ML819” samotnie zaatakował odkryty przez siebie okręt. Chwilę później odebrano sygnał z „ML430”, że okręt został ostrzelany, trafiony w magazyn amunicyjny i stoi w ogniu „ML819” podszedł do „ML430”, zdjął z niego całą załogę i otworzył ogień do płonącego okrętu aby go zatopić. W tym czasie ponownie na krótko zauważono nieznany, szybko oddalający się okręt. „ML819” ruszył za nim w pościg ale nie udało mu się już więcej nawiązać z nim kontaktu.
Według innych raportów, które nie są opisane w oficjalnej historii RAN, „ML819” omyłkowo otworzył ogień do „ML430” biorąc go za okręt nieprzyjaciela.